# Dania na Letnich Igrzyskach Olimpijskich 1988
Danię na Letnich Igrzyskach Olimpijskich 1988 reprezentowało 78 zawodników, 57 mężczyzn i 21 kobiet.

## Zdobyte medale
| Medal  | Zawodnik                                | Dyscyplina | Konkurencja                      | Rezultat |
| ------ | --------------------------------------- | ---------- | -------------------------------- | -------- |
| Złoto  | Jørgen Bojsen-Møller Christian Grønborg | Żeglarstwo | Klasa Latający Holender mężczyzn | 31,4 pkt |
| Złoto  | Dan Frost                               | Kolarstwo  | Wyścig punktowy mężczyzn         | 38 pkt   |
| Srebro | Benny Nielsen                           | Pływanie   | 200 m stylem motylkowym mężczyzn | 1:58,24  |
| Brąz   | Jan Mathiasen Jesper Bank Steen Secher  | Żeglarstwo | Klasa Soling mężczyzn            | 52,7 pkt |